# Carl Adam Petri
Carl Adam Petri (Lipsia, 12 luglio 1926 – Siegburg, 2 luglio 2010) è stato un matematico e informatico tedesco, famoso soprattutto per un'invenzione che porta il suo nome, la Rete di Petri.

## Biografia
Petri nasce il 12 luglio 1926 a Lipsia. Suo padre fu un promettente matematico, che educò i figli nell'amare la scienza ed in particolare la matematica. A dodici anni ad un concorso vince due testi di chimica. A tredici anni inventa la Petri-Netz, descrivendo graficamente i processi chimici. Con il padre frequenta la Zentralbibliothek in Leipzig con lavori di Albert Einstein e Werner Heisenberg. Nel 1941 con il padre conosce Konrad Zuse e i suoi lavori sulle macchine calcolatrici, dai principi fisici alla costruzione di un computer analogico. Nel 1944 Petri prende la licenza alla Thomasschule zu Leipzig e viene arruolato per il servizio di leva diventando aiutante nella Luftwaffe. Dopo essere stato imprigionato dai britannici durante la guerra, nel dopoguerra Petri studia le differenze tra calcolatori analogici e digitali: conclude che i sistemi di calcolo digitali sono più affidabili. Dopo la guerra rimane in Inghilterra fino al 1949, lavorando alla soluzione di problemi di rilevamento geografico (ellissi concentriche su terreni collinari). Nel 1950 inizia a studiare matematica alla Gottfried Wilhelm Leibniz Universität Hannover. Riceve un finanziamento dallo Studienstiftung des deutschen Volkes. Nel 1955 partecipa ad un training alla IBM. Nel 1956 si laurea in matematica, divenendo successivamente assistente alla TH Hannover e più tardi alla Università di Bonn. Nel 1962 ottiene il PhD presso la Technische Universität Darmstadt con una tesi dal titolo Kommunikation mit Automaten (Comunicazione con gli automi), nella quale introduce la teoria sulle reti appunto dette di Petri, grazie alle quali si compiono passi in avanti nel campo della computazione parallela e distribuita e nel definire i moderni studi dei sistemi complessi e la gestione dei workflow. Nel 1963 Petri raggiunge il centro di calcolo dell'Universität Bonn e ne diventa direttore fino al 1968. Qui ha la possibilità di mettere in pratica le sue teorie sulle reti. Fonda il GMD-Forschungszentrum Informationstechnik (GMD) nel 1968 e ne rimane a capo fino al 1991. Collabora con paesi europei e USA, India, Cile e Cina. Dopo il pensionamento nel 1991, continua le sue pubblicazioni scientifiche.

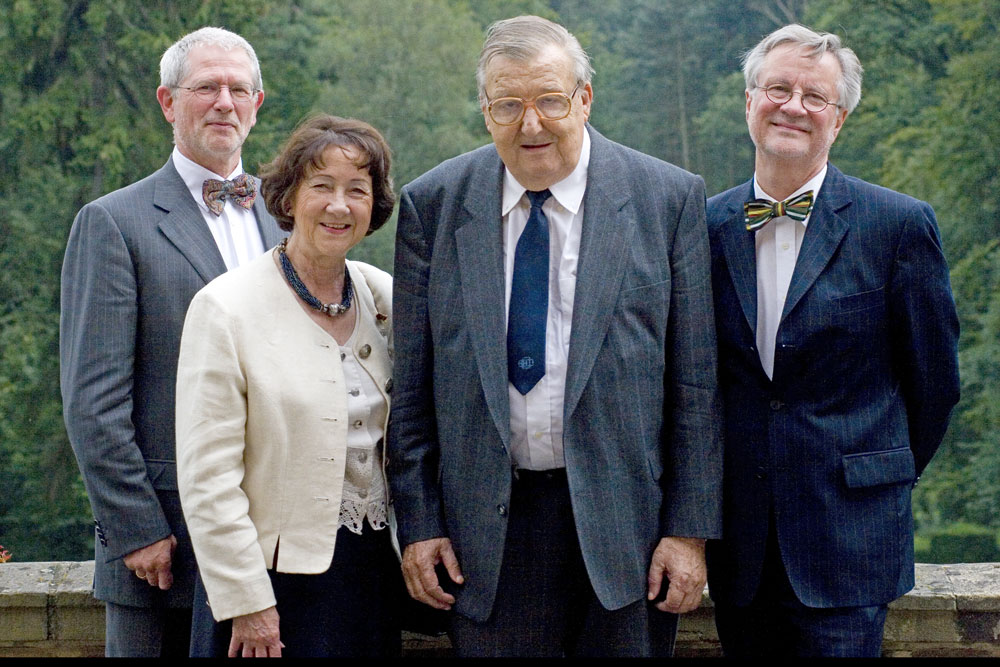
Terrazza del castello di Birlinghoven, 2009: (da sinistra) Prof. Dr. Thomas Christaller (Fraunhofer IAIS), Marika Roitzheim, Prof. Dr. Carl Adam Petri, Prof. Dr. Ulrich Trottenberg

## Tesi sulla "Comunicazione con automi"
Il titolo della dissertazione ha volutamente due significati: l'uomo che comunica con una macchina (Test di Turing) e la comunicazione tra uomini con l'ausilio di macchine. Petri disse che il secondo significato fu intenzionale, ma la tesi si riferiva alla prima asserzione. Il lavoro di Petri non è una tesi convenzionale, risolve problemi aperti con una nuova teoria. Come in tanti altri lavori successivi, formula le basi per nuova teoria informatica. Il suo lavoro inizia con la soluzione di problemi concreti, come il calcolo meccanico di funzioni ricorsive. Con tali funzioni non si ha una previsione di quanto spazio necessitino per il calcolo. Si può "provare" al termine della funzione se si è raggiunto il limite della risorsa di calcolo. Nella rappresentazione grafica e modellazione di sistemi asincroni, Petri utilizza nel proprio lavoro grafici con notazioni speciali e regole, le Petri-Netze. Tra i suoi significativi contributi alla teoria delle reti citiamo i modelli di coordinazione e le teorie sull'interazione che portarono infine allo studio formale sui connettori software.

## Onorificenze, premi e associazioni
- 1962: allievo di Alwin Walther, risultò la miglior dissertazione dell'anno accademico 1961/62
- 1985: presidente onorario dello Steering Committee dello ICPN

- 1988: professore onorario all'Università di Amburgo
- 1989: membro della Academia Europæa
- 1993: Konrad-Zuse-Medaille für Verdienste um die Informatik
- 1997: riceve dal Bundespräsident Roman Herzog il Werner-von-Siemens-Ring
- 1997: membro della New York Academy of Sciences.
- 1998: creato il Carl Adam Petri Distinguished Technical Achievement Award della Society for Design and Process Science
- 1999: laurea honoris causa della Università di Saragoza

- 2007: premiato dalla Academy of Transdisciplinary Learning and Advanced Studies (ATLAS) con Academy Gold Medal of Honor.[4]
- 2009: IEEE Computer Pioneer Award.[5][6]